# Kopenhagener Wachstafeln
Die Kopenhagener Wachstafeln sind Bestandteile eines Gerichtsprotokollbuchs der Gerichtsbezirke der Komturei Danzig aus den Jahren 1368 bis 1419.
Zusammen mit den Danziger Wachstafeln stellen sie sowohl eine wichtige genealogische als auch eine rechtsgeschichtliche Quelle für die Zeit der Herrschaft des Deutschen Ordens in Danzig und Pommerellen dar.
Sie bestehen aus 29, jeweils zweispaltig mit Wachs versehenen Holztafeln und weisen Gerichtsverhandlungen aus den zur Danziger Komturei gehörenden Gerichtsbezirken Lauenburg und Putzig nach. Die Wachstafeln befanden sich in der Dänischen Königlichen Bibliothek in Kopenhagen, wo sie im Jahre 1879 durch Gustav von Buchwald transkribiert wurden. Buchwald beschreibt die Wachstafeln bereits als „mürben Codex mit wurmzerfressenen Holztafeln, welche je zwei Spalten schwarzen Wachses enthielten“. In den Besitz der Kopenhagener Bibliothek gelangten die Wachstafeln offenbar auf Grund einer Verwechslung zwischen dem Kreis Lauenburg/Lębork in Pommerellen und dem mit Dänemark bis 1864 in Personalunion verbundenen Herzogtum Lauenburg.